# Heringita
Heringita é um gênero de traça pertencente à família Agonoxenidae.